# Нервьон (Севилья)
Нервьон (исп. Nervión) — один из одиннадцати административных районов, на которые подразделяется городской муниципалитет Севилья, находящийся в составе комарки Большая Севилья.

## Расположение
Район расположен в центральной части Севильи.
Граничит с:
- Южным районом — на юге;
- районом Каско-Антигуо — на западе;
- районом Сан-Пабло-Санта-Хуста — на севере;
- муниципалитетом Серро-Амате — на востоке.

## Административное деление
Административно район Нервьон подразделяется на 8 микрорайонов (исп. barrios):
- Нервьон (исп. Nervión);
- Сан-Бернардо (исп. San Bernardo);
- Уэрта-дель-Пилар (исп. Huerta del Pilar);
- Флорида (исп. La Florida);
- Ла-Буайра (исп. La Buhaira);
- Ла-Кальсада (исп. La Calzada);
- Сан-Роке (исп. San Roque);
- Сьюдад-Хардин (исп. Ciudad Jardín)[3][4].

## Население
По состоянию на:
- 1 января 2012 года население района составляло 51 578 человек (23 650 мужчин и 27 928 женщин);
- 1 января 2011 года — 51 834 человека (23 802 мужчины и 28 032 женщины)[2].